# 法昆多·卡帕佐
法昆多·卡帕佐（西班牙語：Facundo Campazzo，1991年3月23日—），阿根廷籃球運動員，在場上的位置是控球後衛。現效力於西班牙籃球甲級聯賽球隊皇家馬德里。他也代表阿根廷國家男子籃球隊參賽。

## 外部連結
- Facundo Campazzo （页面存档备份，存于） at acb.com （西班牙語）
- Facundo Campazzo at acb.com (archive) （西班牙語）
- Facundo Campazzo （页面存档备份，存于） at eurobasket.com